# Antonín Novotný (Wasserballspieler)
Antonín Novotný (* 24. November 1900 in Prag; † 25. März 1962 ebenda) war ein tschechoslowakischer Wasserballspieler.

## Karriere
Novotný nahm an den Olympischen Spielen 1920 in Antwerpen teil. Hier erreichte er mit der tschechoslowakischen Nationalmannschaft den elften Rang. 1928 sollte er ein weiteres Mal an Olympia teilnehmen. Bei den Spielen in Amsterdam kam er aber schlussendlich nicht zum Einsatz. Nach Ende seiner aktiven Karriere arbeitete er als Trainer und Funktionär bei Sparta Praha. Später war er Gründungsmitglied des Vereins TJ Spartak Motorlet Praha, dessen Präsident er bis zu seinem Tod im Jahr 1962 war.